# Maximato

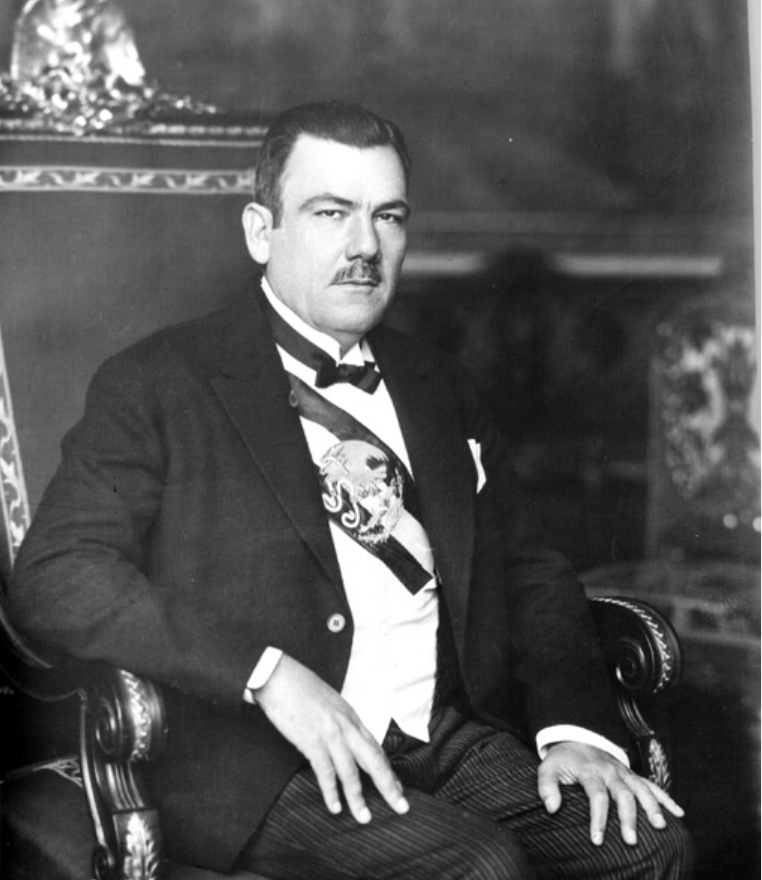
Plutarco Elias Calles, presidente de México de 1924 a 1928. Fue apodado como Jefe Máximo de la Revolución debido a su influencia sobre la política mexicana posrevolucionaria.

El Maximato fue un periodo histórico y político de México que abarcó desde el 1 de diciembre de 1928, con el gobierno de Emilio Portes Gil como presidente interino del país, hasta el 1 de diciembre de 1934, con el inicio del gobierno de Lázaro Cárdenas. Este periodo se caracterizó por la influencia de Plutarco Elías Calles en la política mexicana, de cuyo apodo de "Jefe Máximo de la Revolución" deriva el nombre de este periodo.
Durante el Maximato, tres personas fueron presidentes de México: Emilio Portes Gil, que gobernó como presidente interino tras el asesinato de Álvaro Obregón; Pascual Ortiz Rubio, que fue presidente tras las elecciones convocadas por Portes Gil, y Abelardo L. Rodríguez, quien fue presidente sustituto tras la renuncia de Ortiz Rubio.

## Antecedentes

### Gobierno de Plutarco Elías Calles
Plutarco Elías Calles fue presidente de México de 1924 a 1928; su gobierno se caracterizó por los conflictos entre la religión y el Estado, debido a las restricciones al culto católico impuestas por la ley Calles y posteriormente al inicio de la Guerra Cristera en 1926, que buscaba revertir las acciones represoras de Calles hacia la Iglesia.
El gobierno de Calles también se caracterizó por la influencia de Álvaro Obregón, quien había sido presidente de 1920 a 1924, sobre la política mexicana. Inicialmente Obregón planeaba retirarse de la vida pública al finalizar su mandato y trasladarse a Sonora, pero poco a poco decidió volver a la política mexicana, al punto en que se afirmaba que el gobierno era en realidad una diarquía, en la que Calles y Obregón gobernaban juntos al país.

### Reelección y muerte de Álvaro Obregón
A partir de 1926, Álvaro Obregón decidió regresar por completo a la vida política, motivado principalmente por su intención de ser reelegido para la presidencia en el periodo posterior al de Calles. Para permitir la candidatura de Obregón, se reformaron los artículos 82 y 83 de la constitución de 1917, (decreto publicado el 22 de enero de 1927 en el Diario Oficial), permitiéndose la reelección presidencial mientras no fuera en el periodo inmediato del mandato.
Álvaro Obregón se presentó como candidato a las elecciones celebradas el 10 de julio de 1928, en las que resultó ganador, con lo que se le otorgaría un segundo mandato presidencial.
Sin embargo, el 17 de julio de 1928, siete días después de que fuera reelecto como presidente, Álvaro Obregón fue asesinado en el restaurante "La Bombilla" de la Ciudad de México por José de León Toral, quien lo acusaba del conflicto entre la Iglesia y el Estado.
A la muerte de Obregón, el poder político de Calles era débil, siendo que el peso político de los obregonistas era superior al suyo y que su presidencia estaba muy manchada debido al estallido de la Guerra Cristera. Calles logró convertir en presidente interino a Emilio Portes Gil, quien pertenecía a una corriente moderada del obregonismo y era, por lo tanto, agradable tanto para él como para sus detractores políticos.

## Interinato de Emilio Portes Gil

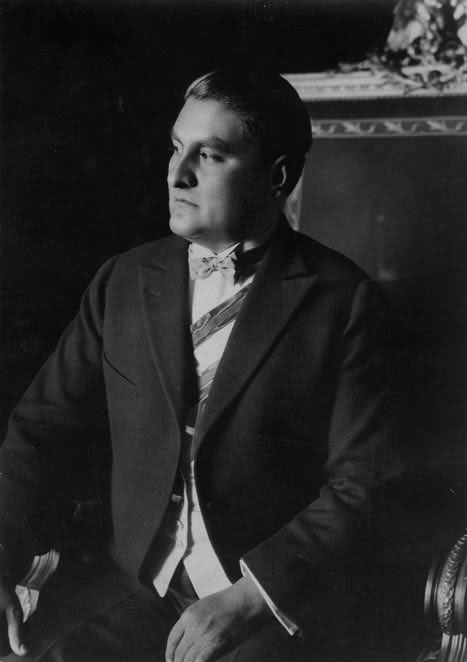
Emilio Portes Gil, presidente interino de México de 1928 a 1930.

Emilio Portes Gil fue presidente interino de México tras el asesinato del presidente electo Álvaro Obregón; su periodo presidencial duró del 1 de diciembre de 1928, fecha en que debía iniciar el gobierno de Obregón, hasta el 5 de febrero de 1930, fecha en que dio inicio el mandato del presidente constitucional Pascual Ortiz Rubio.
Su presidencia se vio influida fuertemente por Plutarco Elías Calles, y se llegó al punto en que él escogió a los miembros del gabinete presidencial, a pesar de lo cual Portes Gil pudo llevar a cabo sus propios proyectos políticos en el país.
El 3 de marzo de 1929 inició la rebelión escobarista con la publicación del plan de Hermosillo, que acusaba a Calles de la muerte de Obregón, se declaraba en contra del gobierno de Portes Gil y proclamaba como presidente al general José Gonzalo Escobar. Esta insurrección permitió que Calles fuese convertido en secretario de Guerra y Marina, cargo que aprovechó, junto con la rebelión escobarista, para librarse de los generales de cuya lealtad hacia él tenía duda.
Entre las principales acciones durante su presidencia pueden contarse la creación del Partido Nacional Revolucionario, el 4 de marzo de 1929, y la organización de las elecciones presidenciales de 1929, en las que los principales contendientes fueron José Vasconcelos y Pascual Ortiz Rubio.

## Presidencia de Pascual Ortiz Rubio

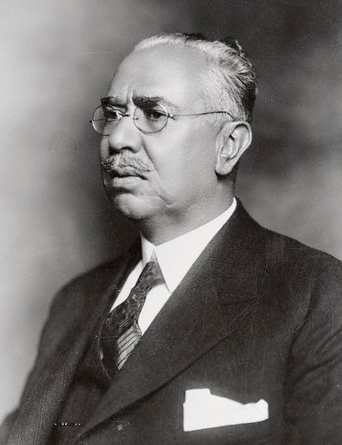
Pascual Ortiz Rubio, presidente de México de 1930 a 1932.

Pascual Ortiz Rubio fue presidente constitucional de México de 1930 a 1932. Obtuvo el cargo en las elecciones presidenciales extraordinarias de 1929, y lo ocupó desde 1930 hasta 1932.
Durante su gobierno hizo frente a las repercusiones de la crisis económica mundial iniciada en 1929, se redactó la Doctrina Estrada (la cual dice que México no debe juzgar, ni para bien ni para mal, los gobiernos ni los cambios en el gobierno de otras naciones) y se promulgaron la Ley Federal del Trabajo, la Ley de Crédito Agrícola y el Código Penal. Igualmente, México se hizo miembro de la Liga de las Naciones, amplió la red telefónica en el país y ratificó la libertad de cultos.
Su elección estuvo plagada de irregularidades, fue muy disputada y existen dudas sobre la veracidad de los resultados oficiales, que permitieron a Ortiz Rubio convertirse en presidente. Tras dos años de mandato presentó su renuncia, y es, hasta la fecha, el último presidente de México que ha renunciado a su cargo.

## Sustitución de Abelardo L. Rodríguez

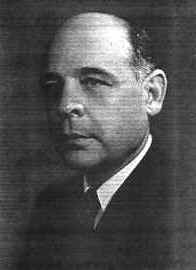
Abelardo L. Rodríguez, presidente sustituto de México de 1932 a 1934.

Ocupó el cargo desde 1932 hasta 1934; fue el sustituto de Ortiz Rubio, tras su renuncia.
Durante su gobierno se empleó una política económica que favoreció el desarrollo de la industria y el comercio, se trazaron carreteras (México-Nuevo Laredo, Puebla-Tehuacán y Morelia-Guanajuato), se promulgaron la Ley de Nacionalización y Naturalización, el Código Sanitario y la Ley Orgánica de los Tribunales Federales, entre otras. También se estableció el salario mínimo, se reformó la Ley de Patrimonio Ejidal, envió al Congreso de la Unión la Ley Orgánica de la Universidad Autónoma de México, le fue otorgado el control total de cambios al Banco de México por decreto el 2 de mayo de 1933 y fue inaugurado el Palacio de Bellas Artes.
La historia señala que Abelardo siempre estuvo influenciado por Plutarco Elías Calles, quien le exigió que sujetara al clero haciendo cumplir la ley de cultos. Se dice que la política de Abelardo fue contradictoria debido a que reformó el artículo 3° de la Constitución mexicana el 10 de octubre de 1934 e implantó una educación socialista, pero también condenó el movimiento obrero, de inspiración comunista acusándolo de adoptar ideas exóticas. Cambió el nombre de la Secretaría de Industria, Comercio y Trabajo, por el de Secretaría de la Economía Nacional, pasando a depender de dicha Secretaría el Departamento de Estadística Nacional.

## Fin del Maximato
En 1934, Lázaro Cárdenas del Río fue elegido presidente Constitucional de México. La influencia de Calles sobre la vida política del país dio origen a que las personas que ocuparon la presidencia de la República durante esos años fueran consideradas meros títeres cuyas decisiones no eran propias, sino que respondían al modo en que Calles manejaba los hilos de la política. Sin embargo, no está del todo claro hasta dónde llegó realmente su poder personal y en qué consistía.